# Joseph Stella
Joseph Stella ou Guiseppe Stella (Muro Lucano, 13 de junho de 1877 — Nova York, 5 de novembro de 1946) foi um importante pintor modernista, nascido na Itália, mas radicado nos Estados Unidos onde cumpriu toda a sua vitoriosa carreira artística.
Em 1896 transferiu-se para a América a fim de estudar medicina e farmácia. Mas no ano seguinte, resolve dedicar-se à pintura e ingressa na Art Student's League e, em seguida, na New York School of Art (1898-1901). Foi aluno de Willian Merritt Chase o mais conceituado professor americano na época.
Entre 1909 e 1912 vive em estudos na França e na Itália. Foi nessa época que tomou conhecimento das correntes modernistas em voga no continente europeu.
Retorna a Nova York e, em 1913, participa do Armory Show que foi a primeira exposição de pintura moderna realizada, com grande sucesso, nos Estados Unidos.